# Paul Laufer
Paul Laufer (* 1. Januar 1904 in Striegau, Schlesien; † 11. Juni 1969 in Berlin) war ein deutscher Parteifunktionär und Widerstandskämpfer gegen den Nationalsozialismus. In der DDR war er Abteilungsleiter im Ministerium für Staatssicherheit (MfS).

## Leben
Noch während seiner Ausbildung als Former wurde Laufer Mitglied der SAJ und 1921 auch der SPD. Sein Widerstand gegen „reformistische“ Tendenzen in der SPD brachte ihn 1927 in Kontakt mit der KPD, deren verdecktes Mitglied er wurde. Für die „Abwehrarbeit“ der KPD war er in der SPD unter dem Decknamen „Stabil“ tätig. 
1935 war er Mitglied der illegalen Bezirksleitung der SPD in Berlin. Der Volksgerichtshof verurteilte ihn 1936 zu drei Jahren Zuchthaus, die er in Brandenburg und Waldheim verbrachte. 1944 versetzte ihn die Wehrmacht ins Strafbataillon 999. Er kam in Jugoslawien in Kriegsgefangenschaft und war nach seiner Entlassung bei den Partisanen und in der Jugoslawischen  Volksbefreiungsarmee. Anschließend kämpfte er in der jugoslawischen Volksarmee.
Als er im Oktober 1945 nach Berlin zurückkam, ging er im Einvernehmen mit der KPD zunächst wieder zur SPD. Die Partei setzte ihn beim Wiederaufbau ihrer geheimen Apparate im Personalwesen ein. 1945/1946 arbeitete er zunächst in der „Pressestelle“ des Berliner Polizeipräsidiums, von 1946 an im Referat „Untersuchungen und Schiedsgerichte“ der KPD-Zentrale. Mit der Zwangsvereinigung von SPD und KPD zur SED im April 1946 wurde er SED-Mitglied. Im Jahr 1947 wurde er Hauptreferent des neugebildeten „Abwehrreferates“ der Abteilung Personalpolitik beim Zentralsekretariat der SED unter Bruno Haid. 1949 wechselte er in die Zentrale Parteikontrollkommission (ZPKK), wo er Kader der SED zu prüfen hatte. 
Nach dem Besuch der Parteihochschule „Karl Marx“ 1954/55 kam er am 28. Januar 1955 als Major und Leiter der Abteilung II in die Hauptverwaltung A des MfS, die für die Bearbeitung von SPD und DGB zuständig war. Paul Laufer war der Führungsoffizier von Günter und Christel Guillaume. Zu diesem Zeitpunkt bescheinigten ihm die Akten des MfS schon erhebliche Probleme, die 1969 zu seiner Pensionierung als Oberst des MfS führten. Bei dieser Gelegenheit überreichte ihm Markus Wolf den Kampforden „Für Verdienste um Volk und Vaterland“ in Gold.
Laufer lebte mit Hildegard Cahn-Loner (1909–1954) bis zu ihrem Tod in Lebensgemeinschaft zusammen. Er heiratete am 12. Mai 1955 die DFD-Funktionärin Elli Bergner und war Vater von drei Kindern. Laufer starb im Alter von 65 Jahren und wurde auf dem Zentralfriedhof Berlin-Friedrichsfelde in der Gräberanlage für Opfer des Faschismus und Verfolgte des Naziregimes beigesetzt.